# Список обстрілів Сумської області (липень — серпень 2022)
У списку представлено перелік обстрілів території Сумщини військами РФ в ході повномасштабного вторгнення в Україну після звільнення області в липні-серпні 2022 року.

### Липень
| №       | Дата     | Населений пункт                                                      | Спосіб обстрілу                                                                                                   | Наслідки | Жертви | Примітки                    |
| ------- | -------- | -------------------------------------------------------------------- | --- | --- | --- | --------------------------- |
| 1       | 1 липня  | в районі села Старикове Шалигинської селищної громади                | військові ЗС РФ здійснили артилерійські обстріли                                                                  | | | [ 1 ] [ 2 ]                 |
| 2       | 1 липня  | в районі села Атинське Білопільської міської громади                 | артилерійські обстріли                                                                                            | | | [ 1 ] [ 2 ]                 |
| 3       | 1 липня  | територія Есманьської селищної громади                               | обстріл з міномета                                                                                                | 17 ударів | жертв та руйнувань не було | [ 1 ] [ 2 ]                 |
| 4       | 1 липня  | територія Білопільської міської громади                              | | близько 50 влучань із САУ, імовірно калібром 122 мм зі сторони Росії                                                                             | жертв та руйнувань не було | [ 1 ] [ 2 ]                 |
| 5       | 1 липня  | територія Глухівської міської громади                                | обстріли | | | [ 1 ] [ 3 ]                 |
| 6       | 1 липня  | територія Великописарівської селищної громади                        | обстріли | | пошкоджені фермерські господарства, електромережі, водонапірна башта та помешкання                                                                             | [ 1 ] [ 3 ]                 |
| 7       | 1 липня  | територія Новослобідської сільської громади                          | обстріли | | пошкоджені фермерські господарства, електромережі, водонапірна башта та помешкання                                                                             | [ 1 ] [ 3 ]                 |
| 8       | 1 липня  | територія Краснопільської селищної громади                           | обстріли | | пошкоджені фермерські господарства, електромережі, водонапірна башта та помешкання                                                                             | [ 1 ] [ 3 ]                 |
| 9       | 2 липня  | територія Шалигинської селищної громади                              | військові ЗС РФ відкрили вогонь з мінометів                                                                       | 12 пострілів | жертв та руйнувань не було | [ 1 ]                       |
| 10      | 2 липня  | села Студенок, Бачівськ та Товстодубове                              | вогонь з мінометів                                                                                                | 5 пострілів | жертв та руйнувань не було | [ 1 ] [ 2 ]                 |
| 11      | 2 липня  | с. Старикове Шалигинської селищної громади                           | мінометний обстріл                                                                                                | 14 влучань | | [ 1 ] [ 2 ]                 |
| 12      | 2 липня  | село Нова Слобода                                                    | обстріл | | | [ 1 ] [ 2 ]                 |
| 13      | 2 липня  | м. Білопілля                                                         | обстріл | | | [ 1 ] [ 2 ]                 |
| 14      | 3 липня  | с. Вовківка Шалигинської селищної громади                            | обстріл з мінометного вогню                                                                                       | 10 влучань | жертв та руйнувань не було | [ 1 ] [ 2 ]                 |
| 15-16   | 3 липня  | територія Зноб-Новгородської селищної громади                        | масовий обстріл, ймовірно із САУ, із використанням фосфорних та флешетних снарядів калібру 120, 152 мм            | 120 пострілів. | згорів один автомобіль | [ 1 ] [ 2 ]                 |
| 17      | 3 липня  | територія Новослобідської сільської громади                          | мінометний обстріл                                                                                                | пошкоджено два приватні будинки, зупинку громадського транспорту та лінію електропередач                                                         | | [ 1 ] [ 2 ]                 |
| 18      | 3 липня  | територія Білопільської міської громади                              | | | | [ 1 ] [ 2 ]                 |
| 19-20   | 3 липня  | с. Лугівка Великописарівської ОТГ                                    | обстріл з мінометів                                                                                               | загорівся житловий будинок | | [ 1 ] [ 2 ]                 |
| 21      | 3 липня  | територія Хотінської селищної громади                                | мінометний обстріл                                                                                                | 30 влучань | | [ 1 ] [ 2 ]                 |
| 22      | 3 липня  | с. Бачівськ Есманської селищної громади                              | обстріл із артилерії та мінометів                                                                                 | | | [ 1 ] [ 2 ]                 |
| 23      | 3 липня  | по території та приміщенням Атинського психоневрологічного інтернату | обстріл з мінометів та з артилерії                                                                                | спалахнула пожежа у їдальні закладу, зруйнований адмінкорпус та гуртожиток                                                                       | | [ 1 ] [ 2 ] [ 4 ]           |
| 24      | 4 липня  | територія Шалигинської селищної громади                              | обстріл з мінометів                                                                                               | 10 влучань | жертв та руйнувань не було | [ 1 ]                       |
| 25      | 4 липня  | селище Есмань                                                        | випустили дві ракети з гелікоптера                                                                                | постраждало приміщення школи | четверо людей поранені | [ 1 ]                       |
| 26      | 4 липня  | територія Новослобідської сільської громади                          | мінометний обстріл                                                                                                | зруйнували господарчу споруду та електромережі                                                                                                   | | [ 1 ]                       |
| 27-28   | 4 липня  | територія Білопільської міської громади                              | мінометний та ракетний обстріл                                                                                    | | щонайменше двоє людей поранені | [ 1 ]                       |
| 29      | 5 липня  | м. Шостка                                                            | випустили дві ракети по одному з підприємств, виникла пожежа                                                      | від вибухової хвилі у Шостці зазнали пошкоджень щонайменше 24 багатоповерхові житлові будинки                                                    | поранено 1 людину | [ 1 ] [ 5 ] [ 6 ] [ 7 ]     |
| 30      | 5 липня  | територія Юнаківської сільської громади                              | обстріли з мінометів та САУ                                                                                       | | | [ 1 ] [ 6 ]                 |
| 31      | 5 липня  | територія Середино-Будської міської громади                          | 8 мінометних влучань та 12 — із САУ                                                                               | два приватні будинки та лінія електропередач пошкоджені                                                                                          | | [ 1 ] [ 5 ] [ 6 ]           |
| 32      | 5 липня  | територія Новослобідської сільської громади                          | обстрілювали з міномету                                                                                           | 10 влучань | пошкоджено 2 домоволодіння, повибивані вікна та лінії електропередач.                                                                                          | [ 1 ] [ 5 ] [ 6 ]           |
| 33-34   | 5 липня  | територія Білопільської міської громади                              | 7 мінометних влучань                                                                                              | | | [ 1 ] [ 5 ] [ 6 ]           |
| 35-36   | 5 липня  | територія Шалигинської селищної громади                              | обстріли з мінометів                                                                                              | загалом 18 влучань | | [ 1 ] [ 5 ] [ 6 ]           |
| 37-38   | 5 липня  | територія Краснопільської селищної громади                           | обстріл зі стрілецької зброї                                                                                      | два обстріли, обидва по 5 мін | пошкоджено склад міндобрив | [ 1 ] [ 5 ] [ 6 ]           |
| 39      | 5 липня  | територія Середино-Будської міської громади                          | мінометний обстріл                                                                                                | ️чотири влучання | | [ 1 ] [ 5 ] [ 6 ]           |
| 40      | 5 липня  | територія Шалигинської селищної громади                              | безпілотники скинули вибухівки                                                                                    | | | [ 1 ] [ 5 ] [ 6 ]           |
| 41      | 6 липня  | селище Шалигине                                                      | обстріл | | | [ 1 ]                       |
| 42      | 6 липня  | селище Есмань та село Студенок                                       | обстріл | | постраждалих та пошкоджень інфраструктури не було | [ 1 ] [ 8 ]                 |
| 43      | 6 липня  | територія Миропільської сільської громади                            | мінометний вогонь, обстріл з БМ21                                                                                 | | постраждалих та пошкоджень інфраструктури не було | [ 1 ] [ 9 ] [ 8 ]           |
| 44      | 6 липня  | територія Краснопільської селищної громади                           | мінометний вогонь, обстріл з БМ21                                                                                 | | постраждалих та пошкоджень інфраструктури не було | [ 1 ] [ 9 ] [ 8 ]           |
| 45      | 6 липня  | село Іскрисківщина Білопільської громади                             | мінометний вогонь, обстріл з БМ21                                                                                 | постраждалих та пошкоджень інфраструктури не було                                                                                                | вибито шибки в адмінбудівлі старостату, вибито шибки та посічено осколками фасад філії Ліцею залізничного транспорту, пробито цегляну стіну приватного будинку | [ 1 ] [ 9 ] [ 8 ]           |
| 46      | 6 липня  | територія Хотінської селищної громади                                | мінометний вогонь, обстріл з БМ21                                                                                 | | постраждалих та пошкоджень інфраструктури не було | [ 1 ] [ 9 ] [ 8 ]           |
| 47      | 6 липня  | територія Юнаківської сільської громади                              | | | постраждалих та пошкоджень інфраструктури не було | [ 8 ]                       |
| 48-49   | 7 липня  | околиці села Старикове                                               | обстріляли з кулеметів та автоматичного гранатомету                                                               | | постраждалих та руйнувань не було | [ 8 ]                       |
| 50      | 7 липня  | село Іскрисківщина Білопільської громади                             | артобстріл зі ствольної артилерії                                                                                 | 8 влучань | постраждалих та руйнувань не було | [ 8 ]                       |
| 51-53   | 7 липня  | покордоння Шалигинської громади                                      | вогонь зі стрілецької зброї                                                                                       | | постраждалих та руйнувань не було | [ 8 ] [ 10 ]                |
| 54      | 7 липня  | територія Есманьської селищної громади                               | обстріляно зі ствольної артилерії                                                                                 | зафіксовано 9 вибухів | | [ 8 ] [ 10 ]                |
| 55      | 7 липня  | територія Білопільської міської громади                              | постріли з ствольної артилерії                                                                                    | з російського селища Тьоткіно близько десятка влучань                                                                                            | | [ 8 ] [ 10 ]                |
| 56      | 9 липня  | територія Білопільської міської громади                              | гелікоптер випустив дві ракети                                                                                    | | | [ 8 ] [ 11 ]                |
| 57      | 9 липня  | територія Миропільської сільської громади                            | гелікоптер випустив дві ракети                                                                                    | | поранені двоє людей | [ 8 ] [ 11 ]                |
| 58-59   | 9 липня  | територія Хотінської селищної громади                                | обстріл з систем залпового вогню та мінометний вогонь                                                             | | троє людей поранені | [ 8 ] [ 11 ]                |
| 60-61   | 9 липня  | територія Шалигинської громади                                       | обстріл із реактивних систем залпового вогню та випущено дві ракети з літака, який не перетинав державний кордон. | | | [ 8 ]                       |
| 62-63   | 9 липня  | територія Есманьської селищної громади                               | | | | [ 8 ]                       |
| 64-65   | 9 липня  | територія Шалигинської громади                                       | обстріл з літаків та вогонь із реактивних систем залпового вогню                                                  | 24 влучання | | [ 8 ] [ 12 ]                |
| 66-67   | 10 липня | територія Шалигинської громади                                       | мінометний вогонь                                                                                                 | 25 вибухів, пізніше ще 20 вибухів. Потім — 4 кулеметні черги та 4 з автоматичного гранатомету                                                    | інформації про постраждалих та руйнування не було | [ 8 ] [ 12 ]                |
| 68      | 10 липня | біля с. Бачівська Есманьської селищної громади                       | обстріли із ствольної та реактивної артилерії                                                                     | | | [ 8 ]                       |
| 69      | 10 липня | біля с. Волфине Білопільської міської громади                        | обстріли із ствольної та реактивної артилерії                                                                     | | | [ 8 ]                       |
| 70      | 10 липня | біля с. Миропілля Миропільської сільської громади                    | обстріли із ствольної та реактивної артилерії                                                                     | | | [ 8 ]                       |
| 71      | 10 липня | біля сіл Володимирівка та Олексіївка Хотінської селищної громади     | обстріли із ствольної та реактивної артилерії                                                                     | | | [ 8 ]                       |
| 72      | 10 липня | біля с. Вовківка Шалигинської громади                                | обстріли із ствольної та реактивної артилерії                                                                     | | | [ 8 ]                       |
| 73      | 10 липня | територія Есманьської селищної громади                               | мінометний обстріл                                                                                                | 5 вибухів | | [ 8 ]                       |
| 74      | 11 липня | територія Шалигинської селищної громади                              | обстріл реактивною артилерією                                                                                     | 20 пострілів | | [ 8 ]                       |
| 75      | 12 липня | с. Вовківка Шалигинської селищної громади                            | обстріл військами ЗС РФ                                                                                           | руйнування будівлі | Травмованих людей не було | [ 8 ] [ 13 ]                |
| 76      | 12 липня | с. Волфине Білопільської міської громади                             | мінометний обстріл                                                                                                | 20 | | [ 8 ] [ 13 ]                |
| 77      | 12 липня | територія Зноб-Новгородської селищної громади                        | обстріл військами ЗС РФ                                                                                           | руйнування будівлі | Травмованих людей не було | [ 8 ]                       |
| 78      | 12 липня | с. Покровка Краснопільської селищної громади                         | обстріл військами ЗС РФ                                                                                           | руйнування будівлі | Травмованих людей не було | [ 8 ] [ 13 ]                |
| 79      | 13 липня | одне із сіл на Путивльщині                                           | росіяни відкрили вогонь, 8 влучань                                                                                | пошкоджено будинок місцевих мешканців | | [ 13 ]                      |
| 80      | 13 липня | територія Дружбівської міської громади                               | обстріл з реактивних систем залпового вогню                                                                       | | постраждалих та руйнувань не було | [ 8 ]                       |
| 81      | 13 липня | територія Середино-Будської міської громади                          | обстріл з реактивних систем залпового вогню                                                                       | | постраждалих та руйнувань не було | [ 8 ]                       |
| 82      | 13 липня | територія Краснопільської селищної громади                           | мінометний обстріл                                                                                                | 19 влучань | Постраждалих та руйнувань не було | [ 8 ]                       |
| 83      | 13 липня | територія Шалигинської селищної громади                              | мінометний обстріл                                                                                                | 6 влучань | Постраждалих та руйнувань не було | [ 8 ]                       |
| 84      | 14 липня | с. Рівне Новослобідської сільської громади                           | обстріл | | жертв не було | [ 8 ] [ 14 ]                |
| 85      | 14 липня | в напрямку с. Грабовське Краснопільської селищної громади            | обстріл з 120-мм мінометів                                                                                        | з боку с. Старосілля Бєлгородської області близько двох десятків пострілів                                                                       | жертв не було | [ 8 ] [ 14 ]                |
| 86      | 14 липня | у напрямку с. Рожковичі Середино-Будської міської громади            | обстріл із ракетної системи залпового вогню                                                                       | близько 60 снарядів | жертв не було | [ 8 ] [ 14 ]                |
| 87      | 14 липня | територія Дружбівської міської громади                               | обстріл | | жертв не було | [ 8 ] [ 14 ]                |
| 88      | 14 липня | с. Старикове Шалигинської селищної громади                           | обстріл з мінометів калібру 120 мм                                                                                | з боку російського села Козино випустили 9 мін                                                                                                   | жертв не було | [ 8 ] [ 14 ]                |
| 89      | 14 липня | територія Миропільської сільської громади                            | обстріл із різних видів озброєння: кулеметні черги, реактивна та ствольна артилерія, використовували безпілотники | | травмованих та руйнувань не було | [ 15 ] [ 16 ]               |
| 90      | 14 липня | територія Юнаківської сільської громади                              | обстріл із різних видів озброєння: кулеметні черги, реактивна та ствольна артилерія, використовували безпілотники | | травмованих та руйнувань не було | [ 15 ] [ 16 ]               |
| 91      | 14 липня | територія Есманьської селищної громади                               | обстріл із різних видів озброєння: кулеметні черги, реактивна та ствольна артилерія, використовували безпілотники | | | [ 15 ] [ 16 ]               |
| 92      | 14 липня | територія Хотінської селищної громади                                | обстріл із різних видів озброєння: кулеметні черги, реактивна та ствольна артилерія, використовували безпілотники | | травмованих та руйнувань не було | [ 15 ] [ 16 ]               |
| 93      | 14 липня | територія Великописарівської селищної громади                        | обстріл із різних видів озброєння: кулеметні черги, реактивна та ствольна артилерія, використовували безпілотники | | травмованих та руйнувань не було | [ 15 ] [ 16 ]               |
| 94      | 15 липня | територія Шалигинської селищної громади                              | обстріли з мінометів                                                                                              | 5 влучань | жертв та руйнувань не було | [ 15 ]                      |
| 95      | 15 липня | територія Есманьської селищної громади                               | обстріли з мінометів                                                                                              | 6 влучань | жертв та руйнувань не було | [ 15 ]                      |
| 96-97   | 15 липня | с. Старикове Шалигинської селищної громади                           | обстріли з мінометів                                                                                              | 10 влучань, потім ще 10 влучань | жертв та руйнувань не було | [ 15 ]                      |
| 98-99   | 15 липня | територія Глухівської міської громади                                | вогонь з мінометів, після обіду - обстріл з реактивної артилерії                                                  | 9 та 20 вибухів, відповідно | 1 людина загинула, 4 - поранені | [ 15 ]                      |
| 100     | 15 липня | територія Середино-Будської міської громади                          | обстріл з мінометів                                                                                               | 4 вибухи | | [ 15 ]                      |
| 100-101 | 15 липня | територія Білопільської міської громади                              | обстріли зі ствольної артилерії та пізніше з мінометів                                                            | двічі по 8 влучень | троє людей поранені | [ 15 ]                      |
| 102     | 16 липня | територія Глухівської міської громади                                | удари з реактивних систем залпового вогню                                                                         | зафіксували 28 вибухів | | [ 15 ] [ 17 ]               |
| 103     | 16 липня | територія Есманьської селищної громади                               | обстріл зі ствольної артилерії                                                                                    | | | [ 15 ] [ 17 ]               |
| 104     | 16 липня | територія Новослобідської сільської громади                          | обстріл з реактивних систем залпового вогню                                                                       | всього 27 пострілів. | пошкоджені цивільні господарства, будівлі, лінії електропередач                                                                                                | [ 15 ] [ 17 ]               |
| 105     | 16 липня | територія Шалигинської селищної громади                              | артобстріл | | | [ 15 ] [ 17 ]               |
| 106     | 16 липня | околиці селища Есмань                                                | обстріл зі ствольної артилерії та влучання 4 ракет                                                                | понад 15 пострілів | зруйновано два корпуси школи | [ 15 ] [ 17 ] [ 18 ]        |
| 107     | 16 липня | околиці м. Білопілля                                                 | обстріл зі ствольної артилерії                                                                                    | | | [ 15 ] [ 17 ]               |
| 108-109 | 16 липня | територія Шалигинської селищної громади                              | обстріл зі ствольної артилерії та, ввечері, вогонь зі стрілецької зброї                                           | | | [ 15 ] [ 17 ]               |
| 110     | 16 липня | територія Новослобідської сільської громади                          | обстріл з реактивних систем залпового вогню                                                                       | зафіксували 14 пострілів | | [ 15 ] [ 17 ]               |
| 111     | 16 липня | територія Хотінської селищної громади                                | декілька разів відкривав вогонь зі стрілецької зброї                                                              | | | [ 15 ] [ 17 ]               |
| 112     | 16 липня | територія Краснопільської селищної громади                           | обстріл з мінометів                                                                                               | | | [ 15 ] [ 17 ]               |
| 113     | 16 липня | с. Нововасилівка Зноб-Новгородської селищної громади                 | обстріл | | | [ 15 ] [ 17 ]               |
| 114-115 | 17 липня | околиці м. Середино-Буди                                             | обстріли з автоматів та кулеметів й гранатометів                                                                  | понад 10 черг та 5 гранатометних пострілів | обійшлося без жертв | [ 15 ] [ 19 ]               |
| 116     | 17 липня | територія Юнаківської сільської громади                              | обстріл | чотири постріли | обійшлося без жертв | [ 15 ] [ 19 ]               |
| 117-118 | 17 липня | с. Вовківка Шалигинської селищної громади                            | артобстріл зі ствольної артилерії                                                                                 | 26 пострілів | обійшлося без жертв | [ 15 ] [ 19 ]               |
| 119     | 17 липня | с. Атинське Білопільської міської громади                            | мінометний обстріл                                                                                                | 25 пострілів | обійшлося без жертв, пошкоджені будівлі Атинського психоневрологічного інтернату, водонапірна вежа та господарські будівлі місцевого підприємства              | [ 15 ] [ 19 ]               |
| 120     | 17 липня | територія Новослобідської сільської громади                          | обстріл з російського м. Тьоткіно                                                                                 | | обійшлося без жертв | [ 15 ] [ 19 ]               |
| 121     | 17 липня | територія Глухівської міської громади                                | | По території Глухівської громади ворог гатив мінометами 120 мм калібру, зафіксовано 10 вибухів.                                                  | | [ 15 ] [ 19 ]               |
| 122     | 18 липня | територія Глухівської міської громади                                | обстріли з міномета                                                                                               | 10 влучань | постраждалих не було | [ 15 ] [ 20 ] [ 21 ]        |
| 123     | 18 липня | територія Шалигинської селищної громади                              | 8 влучань | | постраждалих не було | [ 15 ] [ 20 ] [ 21 ]        |
| 124-125 | 18 липня | територія Хотінської селищної громади                                | масовані обстріли з міномета та реактивної артилерії та дві черги по 15 вистрілів з великокаліберного кулемета    | | постраждалих не було | [ 15 ] [ 20 ] [ 21 ]        |
| 126     | 18 липня | територія Миколаївської сільської громади                            | | | постраждалих не було | [ 15 ] [ 20 ] [ 21 ]        |
| 126     | 18 липня | м. Білопілля                                                         | обстріл з градів                                                                                                  | 40 снарядів | поранені двоє людей, пошкоджено 16 приватних будинків, господарчі споруди та транспорт.                                                                        | [ 15 ] [ 20 ] [ 21 ] [ 22 ] |
| 127     | 18 липня | територія Миропільської сільської громади                            | обстріли з мінометів, ствольної та реактивної артилерії                                                           | | | [ 20 ] [ 21 ]               |
| 128     | 18 липня | територія Есманьської селищної громад                                | обстріли з мінометів, ствольної та реактивної артилерії                                                           | | | [ 20 ] [ 21 ]               |
| 129     | 19 липня | територія Краснопільської селищної громади                           | обстріл з міномету                                                                                                | | постраждалих не було | [ 15 ]                      |
| 130     | 19 липня | територія Білопільської міської громади                              | обстріл з прикордонних територій з різних видів озброєння                                                         | | постраждалих не було | [ 15 ]                      |
| 131     | 19 липня | територія Новослобідської сільської громади                          | обстріл з прикордонних територій з різних видів озброєння                                                         | | постраждалих не було | [ 15 ]                      |
| 132     | 19 липня | територія Хотінської селищної громади                                | обстріл з прикордонних територій з різних видів озброєння                                                         | | постраждалих не було | [ 15 ]                      |
| 133-134 | 19 липня | територія Есманьської селищної громад                                | обстріл з прикордонних територій з різних видів озброєння                                                         | | постраждалих не було | [ 15 ]                      |
| 135     | 19 липня | с. Яструбине Миколаївської сільської громади                         | обстріл з прикордонних територій з різних видів озброєння                                                         | | Травмувалися двоє цивільних та пошкоджене приватне господарство                                                                                                | [ 15 ] [ 23 ]               |
| 136     | 20 липня | с. Студенок Есманьської селищної громад                              | Обстріляли зі ствольної артилерії, 12 вибухів                                                                     | | | [ 15 ] [ 24 ] [ 25 ]        |
| 137-138 | 20 липня | територія Шалигинської селищної громади                              | війська ЗС РФ пустили дві черги по 4 вистріли з гранатомета. Після 11.00 вдарили з "Градів", понад 30 вибухів.    | пошкоджені приміщення Шалигінського лісництва, згоріли два службові автомобілі. Одного місцевого мешканця поранило , чоловік наразі — в лікарні. | одна людина поранена осколком боєприпасу, була госпіталізована до лікарні                                                                                      | [ 15 ] [ 25 ]               |
| 139     | 20 липня | територія Есманьської селищної громад                                | Обстріляли 14 пострілами, попередньо з САУ                                                                        | Пошкоджені церква та лінії електропередач, також, було пряме влучання в громадський туалет                                                       | | [ 15 ] [ 25 ]               |
| 140-142 | 20 липня | територія Білопільської міської громади                              | двічі мінометний обстріл та ввечері обстріл з "Градів"                                                            | | | [ 15 ] [ 25 ]               |
| 143     | 20 липня | територія Новослобідської сільської громади                          | росіяни відкрили вогонь з реактивних систем залпового вогню: 10 вибухів                                           | | | [ 15 ] [ 25 ]               |
| 144     | 21 липня | територія Білопільської міської громади                              | стріляли із САУ - 11 прильотів та ще 6 - з міномету.                                                              | | | [ 26 ]                      |
| 145     | 21 липня | територія Шалигинського заказника                                    | вівся вогонь з мінометів та артилерії                                                                             | | | [ 26 ]                      |
| 146     | 21 липня | територія Зноб-Новгородської селищної громади                        | мінометний обстріл                                                                                                | 10 прильотів | | [ 26 ]                      |
| 147     | 21 липня | територія Есманьської селищної громад                                | Обстріл з артилерії                                                                                               | | жертв та руйнувань не було | [ 26 ]                      |
| 148     | 22 липня | територія Шалигинського заказника                                    | обстріл з артилерії зі сторони РФ                                                                                 | 5 влучань | | [ 26 ] [ 27 ]               |
| 149     | 22 липня | територія Краснопільської селищної громади                           | обстріл з мінометів                                                                                               | | жертв та руйнувань не було | [ 26 ] [ 27 ]               |
| 150     |          |                                                                      | | | |                             |
| 151     |          |                                                                      | | | |                             |
| 152     |          |                                                                      | | | |                             |
| 153     |          |                                                                      | | | |                             |
| 154     |          |                                                                      | | | |                             |
| 155     |          |                                                                      | | | |                             |
| 156     |          |                                                                      | | | | [ 27 ]                      |